# Lise Denis
Lise Denis (1949 - 2021) est une administratrice, fonctionnaire et, brièvement, femme politique québécoise.

## Biographie
Lise Denis détient depuis 1980 une maîtrise en administration des affaires (MBA) de l'École des sciences de la gestion de l'université du Québec à Montréal. Considérée comme proche du ministre des Affaires sociales du Québec, Pierre Marc Johnson, elle a été pressentie en 1983 pour diriger le nouveau Secrétariat à la jeunesse, mais n'a pu obtenir le poste car une autre candidate était favorisée par le premier ministre René Lévesque. Par la suite elle devient en 1984 directrice générale de l'Association des centres de services sociaux du Québec, poste qu'elle conserve jusqu'en 1993. Entretemps, Pierre Marc Johnson, devenu premier ministre, la fait entrer le 16 octobre 1985 dans son Conseil des ministres, bien qu'elle ne soit pas députée. La règle parlementaire veut qu'une personne ainsi nommée doit se faire élire aussitôt que possible pour conserver son poste. Elle a été candidate pour le Parti québécois aux élections générales suivantes dans la circonscription de Rosemont, mais a été défaite par 3065 voix.
Elle a poursuivi par la suite sa carrière d'administratrice et de haut fonctionnaire, devenant en 1993 directrice générale de la Régie régionale de la santé de Laval, puis en 1994 vice-présidente exécutive de la Conférence des régies régionales de la santé et des services sociaux du Québec. Elle accède en 1998 au poste de sous-ministre du Ministère de la Santé et des Services sociaux, puis l'année suivante à celui de sous-ministre au Ministère des Régions. Elle occupe également le poste de Protecteur des usagers en matière de santé et de services sociaux.
En 2006, elle devient directrice générale de l'Association québécoise d’établissements de santé et de services sociaux (AQESSS), un organisme qui regroupe 125 établissements québécois. Elle s'est employée à faire en sorte que les établissements de santé aient un plus grande présence sur la place publique et à réclamer un meilleur financement pour les hôpitaux. En décembre 2012, elle a pris sa retraite à l'âge de 64 ans. Cependant, elle œuvre toujours (en 2014) en tant que conseillère spéciale en santé chez TACT Intelligence-conseil.
Lise Denis meurt le 12 mai 2021.

## Distinctions
- 2013 :  Chevalier de l'Ordre national du Québec[11]